# X.500
X.500 désigne l'ensemble des normes informatiques sur les services d'annuaire définies par l'UIT-T (anciennement appelé CCITT). En pratique, seule la partie X.509 concernant l'authentification est utilisée actuellement ; pour le reste, la plupart des services d'annuaire actuels utilisent une norme beaucoup moins lourde : LDAP.

## Historique
Dans les années 80, le CCITT avait développé une norme de messagerie électronique X.400. À l'époque des premières versions de X.400 (1984 : livre rouge et 1988 livre bleu), les services d'annuaire nécessaires à cette messagerie n'avaient pas été définis. Les éditeurs de logiciel qui utilisaient X.400 avaient développé et implémenté chacun leur propre solution d'annuaire (à l'époque, on utilisait aussi le terme de "serveurs de noms").
Pour compléter X.400, le CCITT a donc développé une série de normes d'annuaire. La première version de la norme est apparue en janvier 1990 (recommandations du livre bleu). L'ISO a été partenaire du CCITT pour définir cette norme (sous le nom de ISO/CEI 9594, en janvier 1991) et donc l'inclure dans la suite de protocoles OSI.
Les protocoles définis par X.500 incluent:
- DAP (Directory Access Protocol)
- DSP (Directory System Protocol)
- DISP (Directory Information Shadowing Protocol)
- DOP (Directory Operational Bindings Management Protocol)

La norme X.509 définit ce qui concerne l'authentification, elle spécifie un format standard pour les certificats de clés publiques.

## Liste des normes X.500
| Numéro UIT-T | Numéro ISO/CEI  | Titre du Standard                                |
| ------------ | --------------- | ------------------------------------------------ |
| X.500        | ISO/CEI 9594-1  | Vue d'ensemble des concepts, modèles et services |
| X.501        | ISO/CEI 9594-2  | Modèles                                          |
| X.509        | ISO/CEI 9594-8  | framework d'Authentification                     |
| X.512        | ISO/CEI 9594-3  | Définition de service                            |
| X.518        | ISO/CEI 9594-4  | Procédures pour les opérations distribuées       |
| X.519        | ISO/CEI 9594-5  | Spécifications de protocoles                     |
| X.520        | ISO/CEI 9594-6  | Types d'attributs sélectionnés                   |
| X.521        | ISO/CEI 9594-7  | Classes d'objets sélectionnés                    |
| X.525        | ISO/CEI 9594-9  | Replication d'annuaire                           |
| X.530        | ISO/CEI 9594-10 | Administration d'annuaire                        |